# Kurt Benesch
Pour les articles homonymes, voir Benesch.
Kurt Benesch (Vienne, 17 mai 1926 ibidem, 20 janvier 2008) était un écrivain autrichien.

## Biographie
Sa mère était de Hilbert et son père était conseilleur gouvernemental. Il finit ses études primaires et secondaires à Vienne. Puis, il fit des services de travail en Pologne et le service militaire en Italie. Après un emprisonnement en Grande-Bretagne, il étudia à l'Université de Vienne, où il reçut son doctorat en littérature.

## Prix
- 1993 : Ernst-und-Rosa-von-Dombrowski-Stiftungspreis

## Œuvre
- 1955 : Die Flucht vor dem Engel. Roman
- 1956 : Der Maßlose
- 1967 : Nie zurück!
- 1985 : Die Spur in der Wüste
- 1991 : Der Jakobsweg nach Santiago de Compostela
- 1993 : Die Suche nach Jägerstätter (novela biográfica)